# Weg-Rauke
Die Weg-Rauke (Sisymbrium officinale), auch Echte Rauke oder Gewöhnliche Rauke genannt, ist eine Pflanzenart aus der Gattung der Rauken (Sisymbrium) innerhalb der Familie der Kreuzblütengewächse (Brassicaceae). Sie ist in Eurasien und Nordafrika weitverbreitet. Die Wegrauke kommt häufig in Europa vor und wächst an Wegrändern sowie als „Unkraut“ in Feldern und Gärten.

## Beschreibung

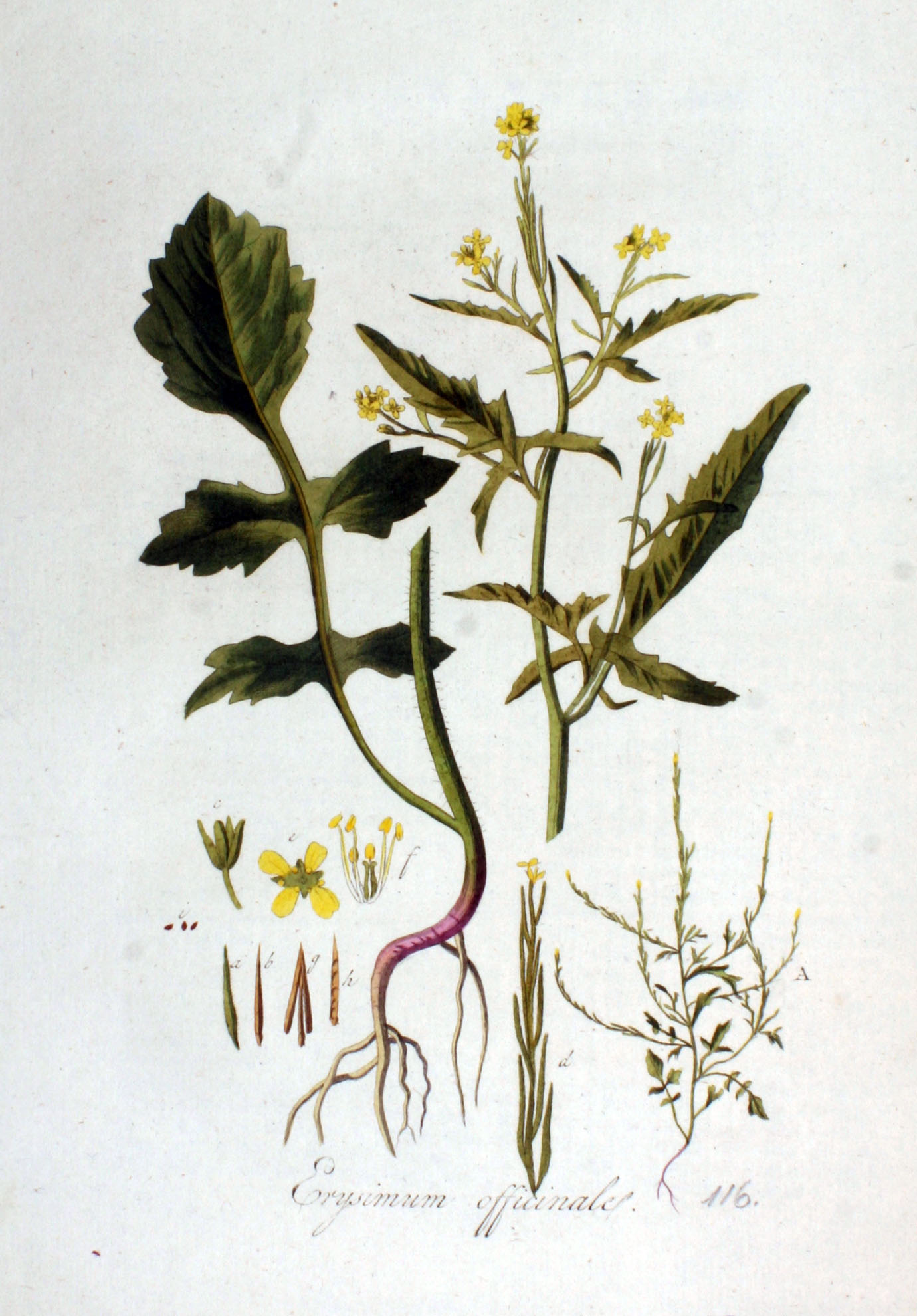
Illustration aus Flora Batava, Band 2

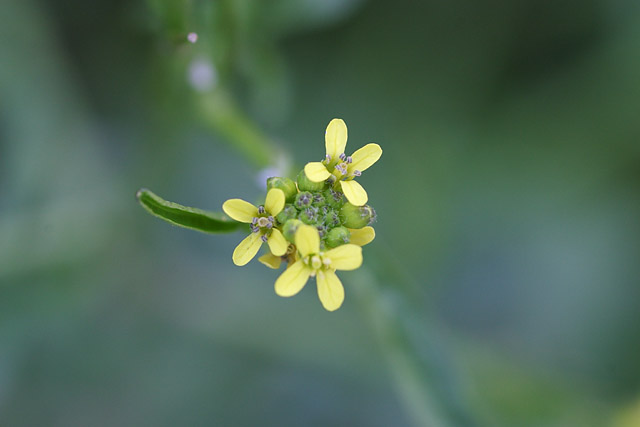
Blütenstand von oben

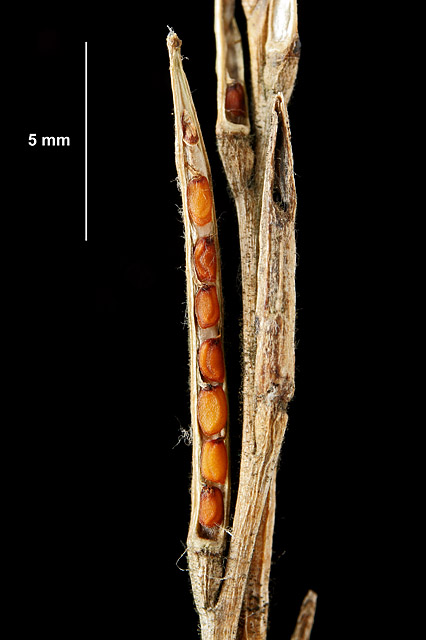
Schote mit Samen

### Vegetative Merkmale
Die Weg-Rauke ist eine einjährige krautige Pflanze, die Wuchshöhen von 30 bis 70 Zentimetern erreicht. Die Weg-Rauke ist aufrecht wachsend mit sparrig abstehenden, aber bogenförmig aufwärts gerichteten Seitenästen. Die Stängel sind meist borstig-flaumig behaart, selten kahl.
In einer grundständigen Blattrosette stehen fiederteilig gelappte Laubblätter mit großem Endabschnitt zusammen. Die Blätter sind 3 bis 6 Zentimeter lang. Weiter oben werden die Blätter schmaler und kleiner. 
Die obersten Blätter sind länglich-lanzettlich und spießförmig. Die Blattränder sind gesägt.

### Generative Merkmale
Ab Mai bis in den Frühsommer, bis August reicht die Blütezeit. Die anfangs schirmtraubigen, später traubigen Blütenstände befinden sich an den verzweigten Stängelenden. Die Blüten besitzen keine Tragblätter.
Die relativ kleinen, zwittrigen Blüten sind vierzählig. Es sind vier grüne Kelchblätter vorhanden, die schmal elliptisch sind und 1,5 bis 2 Millimeter lang sind. Die vier gelben Kronblätter sind 2 bis 4 Millimeter lang. Es sind sechs Staubblätter vorhanden. Der Griffel ist kaum 1 Millimeter lang und trägt eine deutlich zweilappige Narbe.
Eng dem Stängel angedrückt stehen die schmalen, behaarten Schoten, sie sind 8 bis 20 Millimeter lang. Der Fruchtstiel ist 2 bis 3 Millimeter lang und fast so dick wie die Schoten. Die Samen haben die Maße 1 bis 1,3 × 0,5 bis 0,6 Millimeter. Sie liegen einreihig zu 6 in einem Fach. Sie sind rötlich-gelbbraun, fast glatt und verschleimen bei Benetzung nicht.

### Chromosomensatz und Inhaltsstoffe
Es liegt Diploidie vor mit einer Chromosomenzahl von 2n = 14.
Die Weg-Rauke enthält Gerbsäure, Vitamin C, Glucosinolate und Isothiocyanate.[12]

## Ökologie
Bei der Weg-Rauke handelt es sich um einen mesomorphen Therophyten, der sommer- oder winterannuell ist. Die Weg-Rauke wurzelt bis zu 20,5 Zentimeter tief. Sie gilt als Stickstoffanzeiger.
Bei den unscheinbare Blüten handelt es sich blütenökologisch um „Nektar führende Scheibenblumen“. Die Bestäubung erfolgt durch Insekten oder durch Selbstbestäubung.
Die Früchte sind Windstreuer. Die Samen verbleiben lange in den Früchten und werden oft erst mit der ganzen, sparrigen Pflanze verschleppt, sobald diese abgestorben ist. Fruchtreife ist von Juli bis Oktober. Die Pflanze ist ein Wintersteher. Die Samen sind Lichtkeimer.

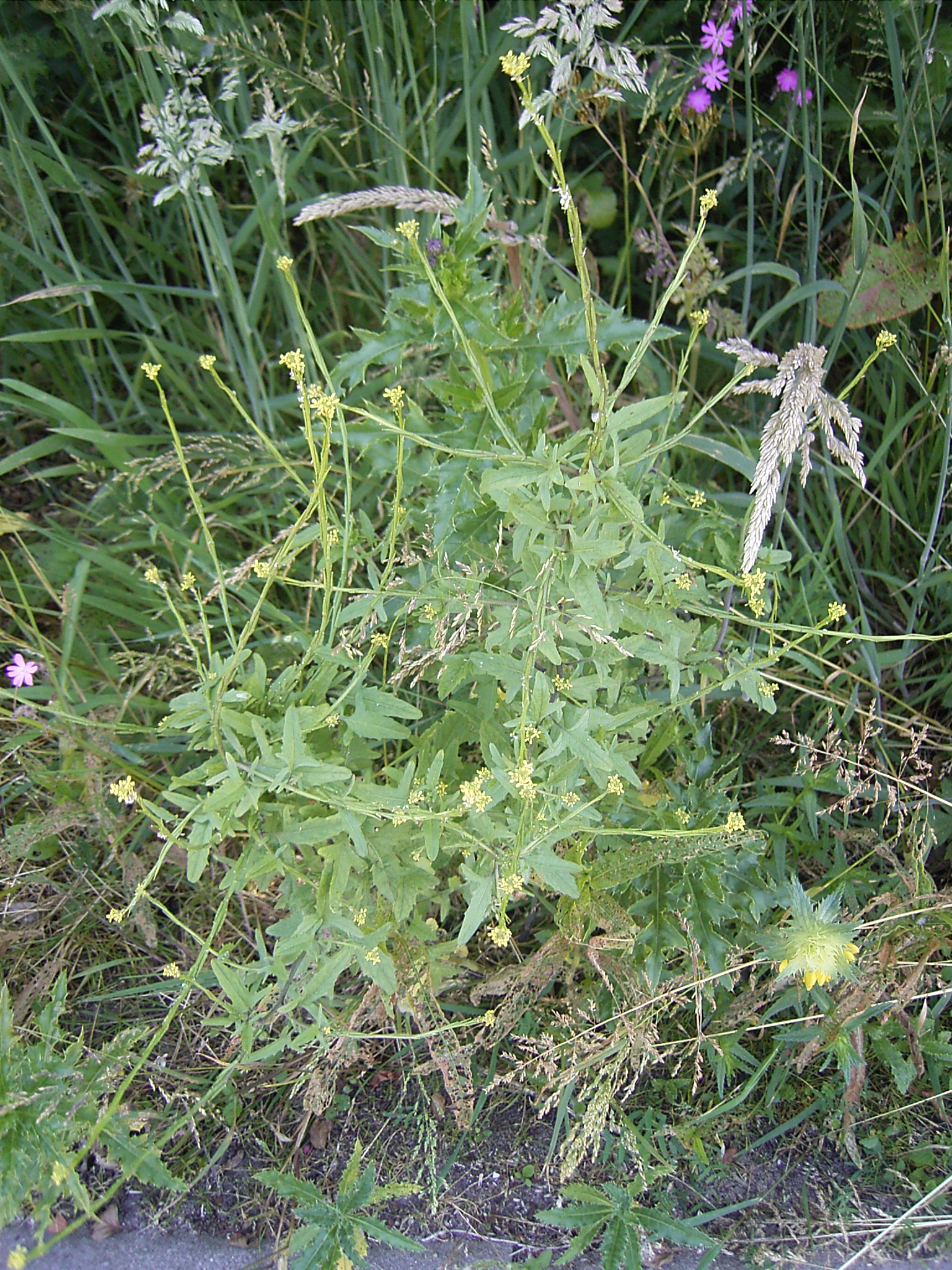
Habitus

## Trivialnamen
Für diese Art gibt es viele deutschsprachige Trivialnamen, beispielsweise Weg-Rauke, Echte Rauke, Gewöhnliche Rauke, Hederichkraut, Raukensenf, Wegsenf oder Sängerkraut.
Da die Weg-Rauke eine gewisse Ähnlichkeit mit dem Echten Eisenkraut (Verbena officinalis) hat, wird sie auch als Gelbes Eisenkraut bezeichnet.

## Vorkommen
Das Hauptverbreitungsgebiet nach Erich Oberdorfer ist eurasiatisch (Arten des großen durch Eurasien ziehenden Laubwaldgebietes). Die Wegrauke kommt ursprünglich auch in Nordafrika vor. In weiteren Ländern Afrikas ist sie ein Neophyt, wie auch in Nord- und Südamerika, auf Hawaii, Mauritius, Neuseeland, Australien und in Makaronesien.
Die Weg-Rauke gedeiht am besten auf nährstoffreichen Böden an warmen Standorten. Man findet sie an Wegen, als Garten„unkraut“, auf Schutt, Brachen, Dämmen und an Ufern. Sie ist eine Charakterart des Verbands Sisymbrion, kommt aber auch in Pflanzengesellschaften des Verbands Arction oder Polygonion avicularis vor. In den Allgäuer Alpen steigt sie nahe der Bergstation der Kanzelwandbahn bis zu einer Höhenlage von 1920 Metern auf. Bei Pontresina steigt die Art sogar bis 2400 Meter Meereshöhe auf.
Die ökologischen Zeigerwerte nach Landolt et al. 2010 sind in der Schweiz: Feuchtezahl F = 2w (mäßig trocken aber mäßig wechselnd), Lichtzahl L = 4 (hell), Reaktionszahl R = 4 (neutral bis basisch), Temperaturzahl T = 3+ (unter-montan und ober-kollin), Nährstoffzahl N = 4 (nährstoffreich), Kontinentalitätszahl K = 4 (subkontinental).

## Verwendung
Die Weg-Rauke wird nach Haeupler & Muer 2000 als giftig für bestimmte Tiere angegeben.
In früheren Zeiten wurden die abgestorbenen Pflanzen als Besen genutzt.

### Verwendung als Gewürzpflanze
Man kann die jungen Blätter und die Samen auch als Küchengewürz einsetzen. Die jungen Blätter sind eine schmackhafte, würzige Zutat zum Beispiel für Salate, eignen sich aber aufgrund ihrer Schärfe nicht als Salatgrundlage. Gekocht kann man Blätter und Triebe mit anderem Blattgemüse gemischt wie Spinat essen.
Den Samen der Wegrauke kann man als Gewürz verwenden. Sie haben ein würziges senfartiges Aroma. Die frischen gehackten Blätter verleihen Gerichten einen pikanten, kresseartigen Geschmack. Getrocknet kann man sie pulverisieren und wie Senfpulver verwenden. Die Sammelzeit ist von Juni bis September.

### Anwendung als Heilpflanze
In der Volksmedizin wurde die Weg-Rauke als Tee verwendet. Die Weg-Rauke wurde auch als Sängerkraut bezeichnet, weil der Tee gegen Stimmbandentzündungen eingesetzt wurde. Weg-Rauke wird in der Pflanzenheilkunde als Heilmittel gegen Heiserkeit bei Erkältungen eingesetzt, unter anderem in Form von Lutschtabletten. Als Heilpflanze ist die Wegrauke heutzutage nahezu unbekannt.